# ビセンテ・エスクデロ
ビセンテ・エスクデーロ・ウリベ（Vicente Escudero Urive バリャドリッド 1888年10月27日 - バルセロナ 1980年12月4日）は、スペインの舞踊家でフラメンコの振付家、画家、作家、時に映画俳優やカンタオール（フラメンコの歌い手）。

## 舞踊家としてのキャリア
裕福ではない家庭に生まれたビセンテ・エスクデーロ（父親は靴職人）が初めて踊りのステップを踏んだのは、サン・フアン地区のマンホールの蓋の上でのことだった。青年期になると、全くの独学で踊りを学び、都市や地方での公演に出演する傍ら、いくつかの印刷所でのライノタイプ技術者として生計を立てていた。そんな生活が数年続いた後、彼は（グラナダの）サクロモンテで、ロマ族の師匠たちからフラメンコを学ぶことを決意し、その経験を元に、マドリードのカフェ・カンタンテに踊り手として出演するための自信をつけていった。彼はカフェ・デ・ラ・マリーナ（ハルディネス通り21番地）にも出演するが、そこではわずか3日間しか続かなかったとされる。それは、彼の踊りは観客には非常に好評だったものの、舞台を共にする仲間たちは彼の無秩序なパルマ（手拍子）についていけずに抗議したことが原因。この経験は、彼自身も後に認め「実際、彼らは正しかった。なぜなら当時はリズムパターンはきっちりと決められており、わずかなバリエーションを加えることで、たちまち残り全員を混乱させてしまったことは間違いない」と語っている。この失態により、彼はスペイン中を放浪しながら過ごさざるを得ず、それは最終的にビルバオのカフェ・ラス・コラムナスでアントニオと出会うまで続いた。アントニオは彼を弟子として迎え入れ、厳しい指導のもと、ビセンテはフラメンコの真髄に近づいていくことができた。